# Сбербанк-АСТ
Акционерное общество «Сбербанк — Автоматизированная система торгов» (АО «Сбербанк-АСТ», также Сбер А) — федеральная электронная торговая площадка, предоставляющая услуги по проведению электронных торгов и участию в них с целью закупки товаров и услуг для государственных, муниципальных структур и коммерческих компаний. Центральный офис расположен в г. Москве.

## Собственники и руководство
100 % принадлежит ПАО «Сбербанк России».

## Деятельность
«Сбербанк-АСТ» — сервис, представляющий собой площадку электронного типа для осуществления торгов и имеющий автоматическую интеграцию всех относящихся к ним данных на официальный портал РФ. Универсальная торговая платформа предоставляет возможность проведения различных торгов без ограничения лотов и отраслей. Участники системы одновременно могут быть и участниками торгов и организаторами. 17 июля 2018 года АО «Сбербанк-АСТ» постановлением Правительства РФ включено в список операторов электронных площадок для проведения государственных закупок.

### Закупки по 44-ФЗ, 223-ФЗ, приватизация, аренда и продажа прав, банкротство
АО «Сбербанк-АСТ» оказывает услуги по организации закупок по 44-ФЗ, 223-ФЗ, комплексные VIP-услуги по оптимизации закупочной деятельности крупнейшим холдингам и компаниям России, услуги по продаже непрофильных активов крупнейших организаций; проводит электронные торги по приватизации, аренде имущества и продаже прав.

### Продажа госимущества, выбор подрядчиков для капремонта
Распоряжением правительства РФ ЭТП была утверждена для организации продажи государственного и муниципального имущества в электронной форме, всего статус официальных площадок получили 6 компаний. В торговой секции «Выбор подрядных организаций для капремонта» проводятся предварительные отборы и аукционы в электронной форме в соответствии с Постановлением Правительства РФ от 01.07.2016 N 615 «О порядке привлечения подрядных организаций для оказания услуг и (или) выполнения работ по капитальному ремонту общего имущества в многоквартирном доме и порядке осуществления закупок товаров, работ, услуг в целях выполнения функций специализированной некоммерческой организации, осуществляющей деятельность, направленную на обеспечение проведения капитального ремонта общего имущества в многоквартирных домах».

### Финансовые услуги, обучение
Совместно с партнерами — финансовыми организациями предоставляет возможность кредитного финансирования обеспечения заявки на участие в аукционе, а также получение банковских гарантий в банках-партнерах программы. Совместно с партнером ООО «Страховой брокер Сбербанка» предоставляет услуги по выбору наиболее выгодных условий страхования имущества, строительно-монтажных рисков, гражданской ответственности, страхованию грузоперевозок и других видов риска от ведущих страховых компаний. Действуют учебный центр и корпоративная кафедра компании, а также 80 партнерских учебных центров на территории России и Беларуси по обучению как в сфере государственных и муниципальных закупок согласно 44-ФЗ, так и в сфере коммерческих закупок и продаж (223-ФЗ).

### Торговые секции
Закупки ПАО «Сбербанк России», Закупки по 223-ФЗ (весь спектр закупочных процедур, предусмотренных положением о закупках конкретной организации: аукцион, конкурс, запрос цен, запрос предложений, запрос котировок, закупка у единственного поставщика, квалификационный отбор (все процедуры многолотовые), Продажа имущества (предприятия) банкротов, Приватизация и аренда, Закупки и продажи (электронные аукционы для нужд коммерческих организаций), База коммерческой недвижимости, Реализация залогов и непрофильных активов, Закупки для VIP-заказчиков, а также закупки крупнейших российских холдингов.

## Генеральный директор
Николай Андреев — советник президента, председателя правления ПАО «Сбербанк», генеральный директор АО «Сбербанк-АСТ».

## АСТ ГОЗ
7 февраля 2017 года была открыта специализированная электронная торговая площадка для осуществления закрытых процедур закупок АСТ ГОЗ. «Нововведение в сфере закупок для нужд обороны позволит сэкономить бюджетные деньги и усилить конкуренцию. В настоящее время торги в сфере гособоронзаказа осуществляются посредством бумажного документооборота. При этом заказчик самостоятельно определяет круг лиц, в адрес которых направляется информация о таких закупках. Эти обстоятельства создают предпосылки для манипуляции заказчиками результатами конкурсных процедур и ограничивают возможных участников. „АСТ ГОЗ“ позволит перейти к электронным формам закупок, поможет сделать процедуру торгов прозрачной, что приведет к снижению закупочных цен. Новая электронная площадка обладает многоуровневой системой защиты информации от несанкционированного доступа, которые полностью отвечают требованиями безопасности, что позволяет осуществлять закупки в защищенной доверенной среде», отметили в ФАС России.
АО «Сбербанк-АСТ» является соучредителем новой площадки вместе с госкорпорацией «Ростех». Перед создателями ЭТП стояла задача совместить максимальную защищенность данных с самыми современными технологиями электронных закупок. АО «Сбербанк-АСТ» предоставило доступ к технологиям электронных торгов, обеспечило компетенции по всем аспектам размещения заказов, обучения, финансовым сервисам, поделилось опытом по созданию индивидуальных решений и персонализированного сервиса для крупнейших заказчиков.
АСТ ГОЗ позволит воспользоваться всеми преимуществами и технологиями открытых ЭТП при проведении закрытых процедур: короткие сроки, экономия средств на организацию и проведение торгов, прозрачность процесса закупок, равные права всех участников, возможность участия в торгах из любой точки страны, сквозной электронный документооборот с применением средств электронной подписи. При взаимодействии с ГАС ГОЗ будет решаться задача информационно-аналитической поддержки деятельности по эффективному расходованию государственных финансовых средств, а ЭТП АСТ ГОЗ станет источником информации для информационно-аналитической системы сопоставления цен на однородные товары в гражданской сфере и сфере гособоронзаказа.
Запуск площадки позволит существенно повысить эффективность процесса и исключит риски недобросовестного поведения заказчиков, такие как сговор с целью завышения цен на торгах, повысит прозрачность процедур для контролирующих органов. При этом на АСТ ГОЗ могут размещаться не только закупки в рамках гособоронзаказа, но и для других крупных государственных заказов.

## Закупки малого объема
Законодательно закреплено понятие «закупка малого объёма» – это приобретение работ, товаров, услуг у единственного поставщика по пунктам 4 и 5 части 1 ст. 93 44-ФЗ. Последние изменения коснулись максимальной суммы закупки по данным основаниям. Закупки малого объёма по 44-ФЗ с 1 июля 2019 по п. 4 стали возможны на сумму до 300 тысяч рублей. Ранее это были закупки до 100 тысяч рублей. При этом годовой лимит остался прежним – не более 2 млн. рублей или не более 5% от годового объема закупок и 50 млн. рублей.
В связи с этим АО «Сбербанк-АСТ» представило новый формат онлайн-торговли - магазин малых закупок Sber2B2, полный цикл online-услуг по закупкам и поддерживающим сервисам. На Sber2B2 всё необходимое бизнесу автоматизировано и представлено в виде «одного окна». На площадке реализован полный цикл закупок, все процедуры осуществляются онлайн. Пользователи могут выбрать и сравнить товары, коммерческие предложения и контрагентов. Платформа должна повысить эффективность B2B-сектора в России, поскольку поможет избежать потерь, связанных с неудобствами офлайн-организации бизнес-процессов.

## Награды
В 2010—2011 и 2013 годах ЗАО «Сбербанк-АСТ» признавалось «Компанией года» в сфере информационных технологий (электронная торговля) по версии РБК.
В 2016 году ЭТП получила награду за «Высокий уровень технической стабильности и скорости работы ЭТП» от «Эксперт РА» при подведении итогов конкурса «Электронные торговые площадки в России: кто есть кто». В 2017-2019 годах площадка была признана лучшей сразу в нескольких номинациях: «Наибольшая гибкость и широта торгово-закупочного функционала», «Высокое качество и разнообразие дополнительных сервисов», «Высокий уровень клиентской и технической поддержки».